# جانی خوب است
جانی خوب است (انگلیسی: Johnny Be Good) فیلمی است که در سال ۱۹۸۸ منتشر شده.